# Forces armées du Mozambique
Les forces armées du Mozambique (en portugais : Forças Armadas de Defesa de Moçambique) sont formées en août 1994 à partir des anciennes factions de la guerre civile qui prit fin en 1992 à travers une commission, la Comissão Conjunta para a Formação das Forças Armadas de Defesa e Segurança de Moçambique sous l'égide de l'ONUMOZ.
Elles sont sous la responsabilité du ministère de la Défense et leurs quartiers-généraux sont situés à Maputo. Le commandant en chef des forces armées est le président de la république du Mozambique et elle sous la responsabilité du ministre de la Défense. Elles comprennent un total de 11 200 personnels actifs et ont un budget de 117 millions de dollars, soit 2,5 % du PNB en 2008. En 2021, l'effectif est estimé à 12 000 hommes.
La conscription est obligatoire au Mozambique.
L'armée mozambicaine a participé à diverses missions de maintien de la paix de l'ONU au Burundi, aux Comores au Congo, au Timor oriental et au Soudan. Elles ont par ailleurs mené plusieurs exercices militaires conjoints avec le Zimbabwe en 1997 et avec l'Afrique du Sud en 1999. Depuis 2017, elle fait face à une guerrila islamique dans l'extrême nord du pays.
Elle est considérée comme peu efficace avec la grande majorité de son matériel hors service.

## Forces terrestres

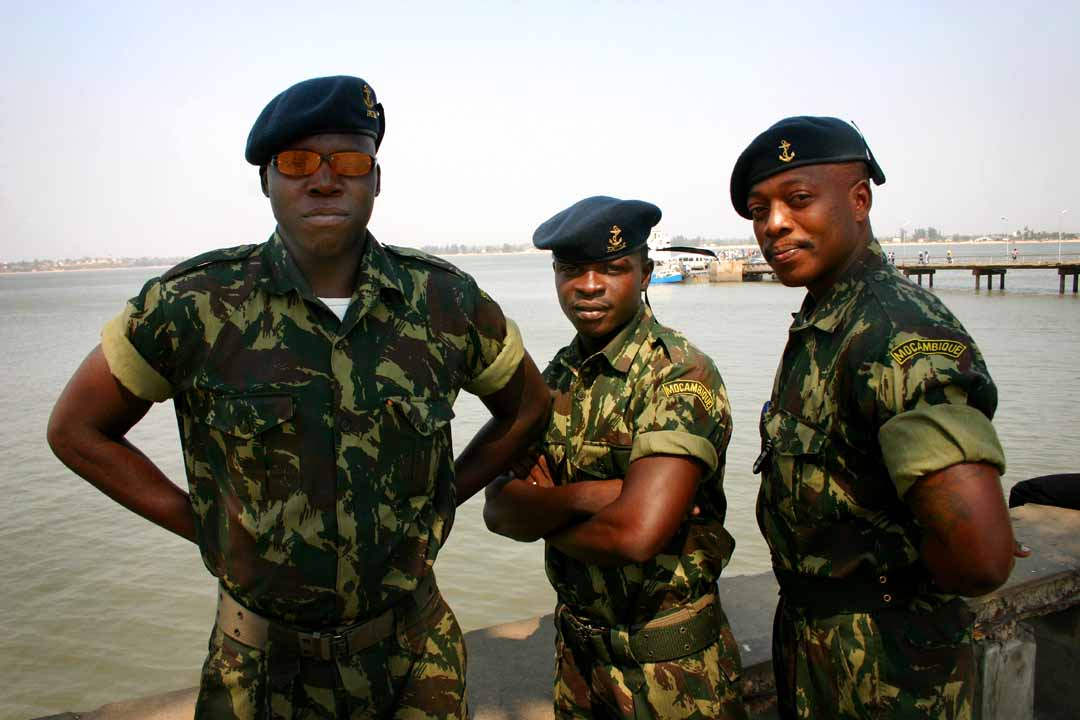
Soldats mozambicains.

Elle comprend en 2021 environ 10 000 hommes.
- T-54 (plus de 60 chars en service en 2006) ;
- T-34 (? en service) ;
- BMP-1 (40 blindés en service en 2006) ;
- 30 BRDM-1 et BRDM-2 en service ;
- Défense anti-aérienne ZSU-23-4 ;
- BTR-60 (160 blindés en service) ;
- BTR-152 (100 blindés en service) ;
- BM-21 Grad (12 en service).

L'équipement standard de l'infanterie inclut : PKM, FN FAL, KPV, DShK, AK-47, AKM, SKS, RPK, Browning GP, et Tokarev TT 33.

## Force aérienne

Cocarde de la force aérienne mozambicaine.

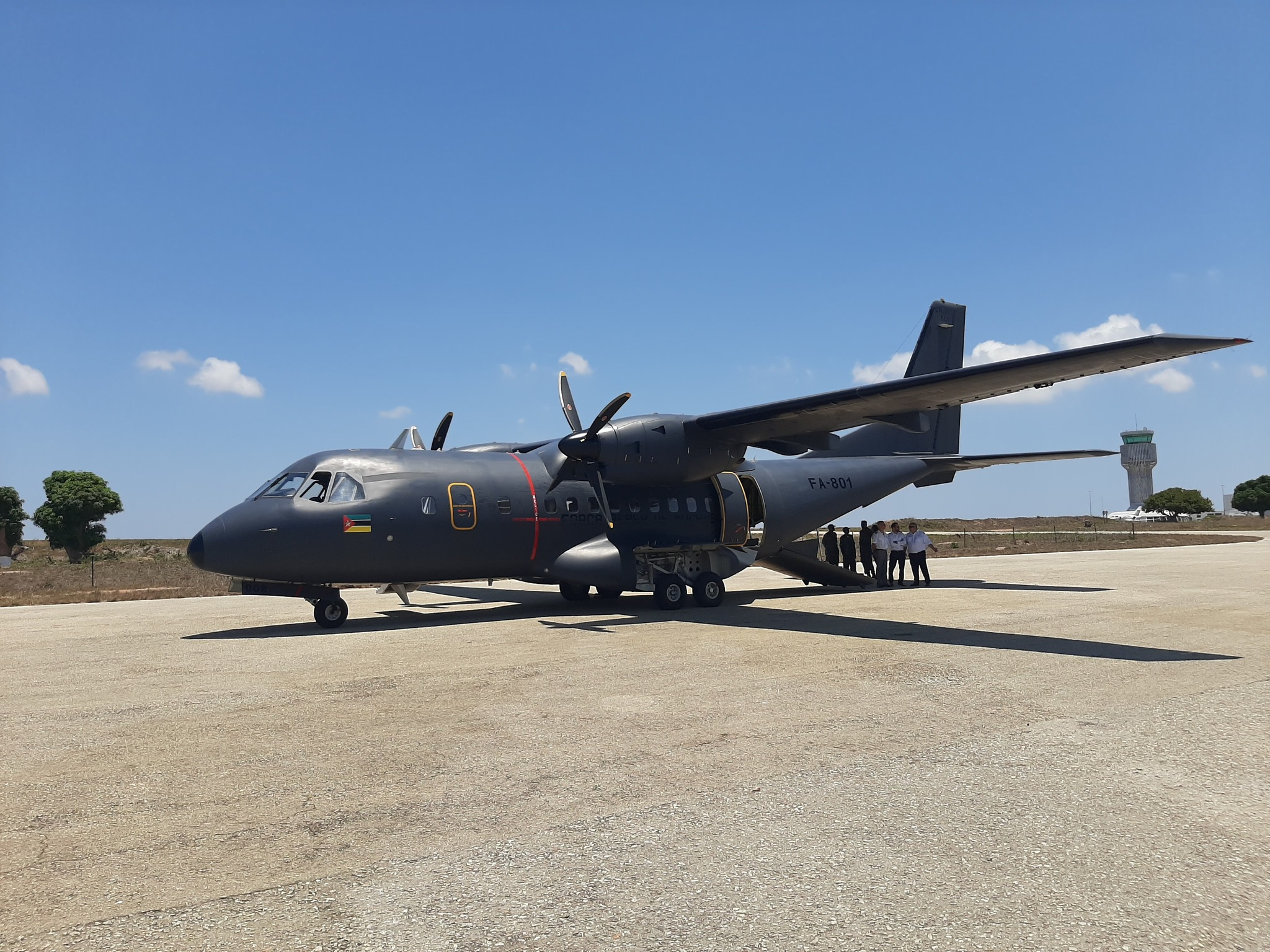
Un C235 de l'armée de l'air du mozambique

La Forca Aérea De Moçambique comprend environ 1 000 personnels actifs en 2016.
Les appareils en service en 2016 sont les suivants :
| Aéronefs                  | Origine            | Type                                  | En service      | Versions                                  |
| Avion de chasse           | Avion de chasse    | Avion de chasse                       | Avion de chasse | Avion de chasse                           |
| ------------------------- | ------------------ | ------------------------------------- | --------------- | ----------------------------------------- |
| Mikoyan-Gourevitch MiG-21 | Union soviétique   | Avion de chasse                       | 62              | MiG-21bisMiG-21UM                         |
| Avion de transport        |                    |                                       |                 |                                           |
| Antonov An-26             | Union soviétique   | Avion de transport                    | 1               |                                           |
| CASA CN-235               | Espagne/ Indonésie | Avion de transport                    | 1               |                                           |
| Let L-410 Turbolet        | Tchéquie           | Avion de transport                    | 1               | Un en service en 2023 selon flightglobal. |
| Avion d'entrainement      |                    |                                       |                 |                                           |
| EMB 312 Tucano            | Brésil             | Avion d'entrainement                  | 3               | Don du Brésil en 2014                     |
| Aero L-39 Albatros        | Tchéquie           | Avion d'entrainement                  | 1               | L-39ZO                                    |
| Hélicoptère               |                    |                                       |                 |                                           |
| Mil Mi-8                  | Union soviétique   | Hélicoptère de transport              | 4               | non opérationnels                         |
| Mil Mi-24                 | Union soviétique   | Hélicoptère de combat et de transport | 2               | Mi-25                                     |
| Gazelle SA-342            | France             | Hélicoptère utilitaire                | 2               | SA341                                     |

## Marine de guerre
La marine mozambicaine, compte environ 2 000 marins. En septembre 2004, il a été signalé que la marine sud-africaine devait faire don de deux de ses patrouilleurs portuaires de classe Namacurra (en) à la marine du Mozambique. Les bateaux ont été réaménagés par le chantier naval de Simon's Town et équipés de moteurs hors-bord et d'équipements de navigation donnés par la marine française. Le pétrolier de commandement et de ravitaillement BCR Marne (A360) de la classe Durance de la Marine française devait livrer les bateaux à Maputo en route vers sa zone opérationnelle ALINDIEN dans l'Océan Indien après un carénage au Cap.
En 2013, le chantier naval français CMN a confirmé une commande importante du Mozambique, comprenant 6 patrouilleurs et intercepteurs. 
Le 29 juillet 2019, lors de la toute première visite d'un ministre de la défense indien, Rajnath Singh, a fait don à la marine de 2 intercepteurs rapides de classe L&T. Une équipe des garde-côtes indiens est également stationnée pour former l'équipage et assurer la maintenance et le fonctionnement des deux bateaux.

### Équipements
- 4 patrouilleurs classe PTI dont 3 sont actuellement[Quand ?] non-opérationnels.
- Pebane (P-001) - Elle a reçu après modernisation un patrouilleur espagnol (ex-Dragonera (P-32) (85 tonnes, 32 mètres) de la classe Conejera en 2013 pour le prix symbolique de 100E[9].